# Alexander Bartl

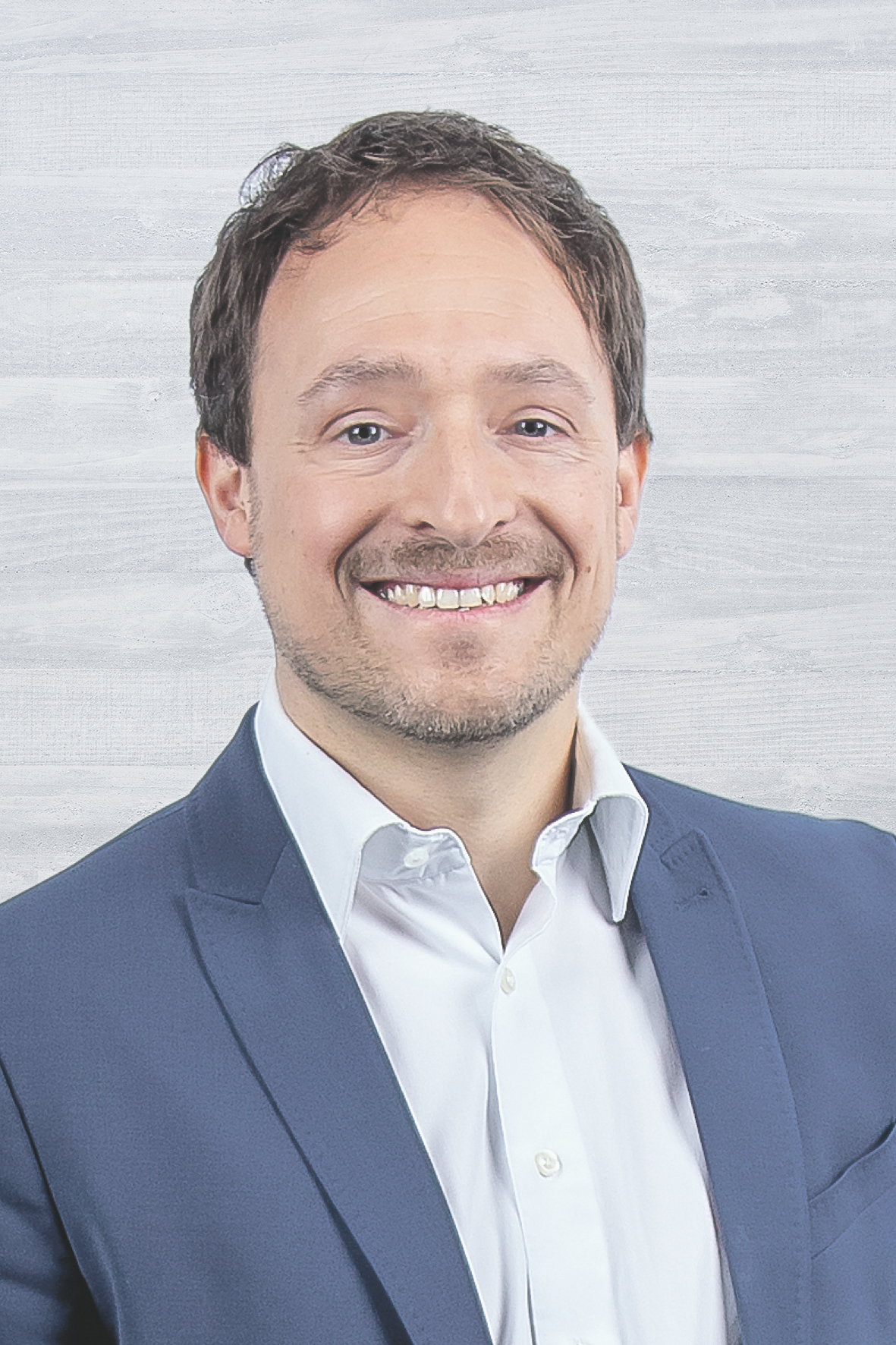
Alexander Bartl (2016)

Alexander Bartl (* 18. Mai 1977 in Widnau) ist ein Schweizer Politiker (FDP). Er ist Rechtsanwalt, diplomierter Steuerexperte und vertritt seit November 2021 den Wahlkreis Rheintal im Kantonsrat des Kantons St. Gallen. Bartl war bereits von 2016 bis 2020 Mitglied des Kantonsrats. Seit 1. Januar 2021 ist er Mitglied des Gemeinderates der Gemeinde Widnau.

## Leben und Engagement
Alexander Bartl studierte von 1997 bis 2003 an der Universität St. Gallen Rechtswissenschaften und erlangte 2006 das Anwaltspatent im Kanton St. Gallen. 2012 schloss Bartl die Ausbildung zum eidgenössisch diplomierten Steuerexperten ab. Heute ist Alexander Bartl Inhaber der Bartl Egli & Partner AG in Au SG. Er arbeitet als Rechtsanwalt und Steuerexperte in den Bereichen Immobilienrecht, Gesellschaftsrecht, Steuerrecht und Erbrecht. Davor war Bartl in verschiedenen Anwaltskanzleien engagiert, darunter bei Kavanagh Maloney & Osnato LLP in New York und Homburger AG in Zürich.
Alexander Bartl ist ausserdem Mitglied von verschiedenen Verwaltungsräten, Vorstandsmitglied mehrerer gemeinnütziger Vereine, Präsident des Hauseigentümerverbands Unterrheintal sowie Partner der Stiftung Startfeld St. Gallen.